# Benidorm
Benidorm (IPA: [beniˈðɔɾm]) és una ciutat del País Valencià situada a la comarca de la Marina Baixa, a la província d'Alacant. Està situada al centre de la Marina Baixa i delimita per l'est amb els municipis de l'Alfàs del Pi, la Nucia i Polop, pel nord amb Benimantell i per l'oest amb Finestrat.
Coneguda arreu per les seues platges, gratacels i ambient nocturn i per ser una destinació turística de gents d'arreu d'Europa. És el municipi més dens i populós de la Marina amb 1.845,04 hab./km² de densitat i 71.034 habitants (2009). La seua rodalia forma l'Àrea Metropolitana de Benidorm, formada per Benidorm, Finestrat, la Nucia, Polop, l'Alfàs del Pi, Altea i La Vila Joiosa amb 182.302 habitants i la núm. 28 en el rànquing de l'Estat. Durant l'estiu i degut a l'arribada de turistes pot arribar als 400.000 habitants.

## Història

### Inicis i primera Carta de Poblament

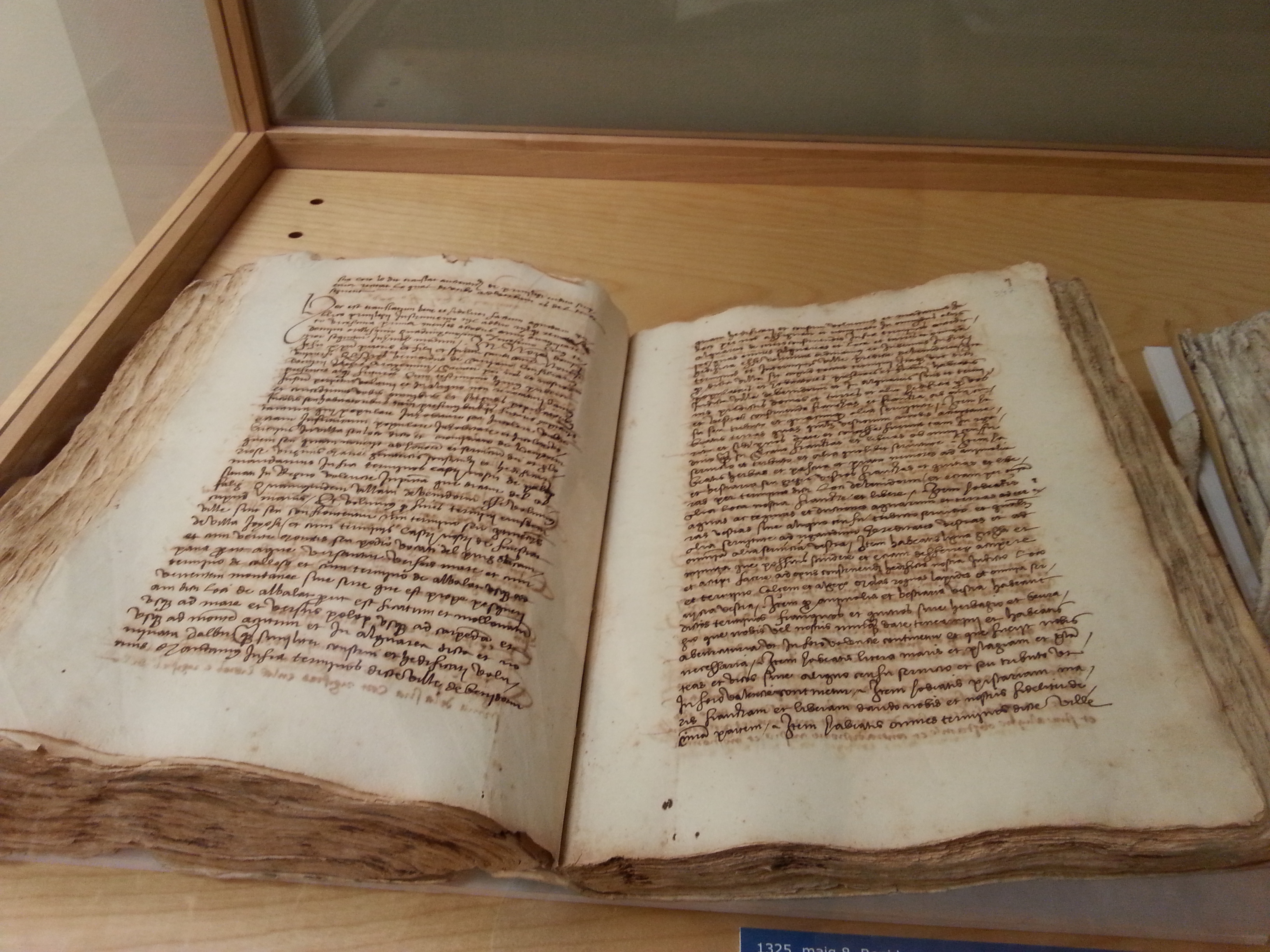
Còpia de 1435 de la carta pobla de 1325. Arxiu del Regne de València.

Les restes iberes del Tossal de la Cala evidencien que entre els segles III i I aC ja existia població. Del pas dels romans hi ha mostres en les partides del Moralet i Murtal i en naufragis trobats a la badia. Durant l'època àrab hi va haver un assentament inestable anomenat Beni Darhim i estava sota la jurisdicció de l'alqueria de Lliriet. En tot cas la població seria de poca importància, car no apareix el nom de Benidorm al Llibre del Feyts de Jaume I, qui entre 1245-1249 cristianitza la zona i reparteix les terres. Aquest repartiment va deixar com a propietari del lloc i del castell a l'almirall barceloní Bernat de Sarrià, considerat com vertader fundador del poble, ja que el 8 de maig de 1325 va atorgar una carta de poblament perquè s'establira una població al promontori d'Alfalig, actual punta del Canfali, encara que no amb massa èxit. La funció d'aquest document va consistir a marcar els límits del nou municipi anant des de la Torre de n'Aguiló fins al riu Algar fitant amb Altea (Altea la Vella), Polop, el Castell de Finestrat i la Vila Joiosa (separant-se administrativament de la baronia de Polop), així com intentar atraure l'establiment de gent cristiana de Catalunya, Aragó i d'Occitània. Estratègicament, l'origen de la vila va servir per a frenar, per part de Bernat de Sarrià, l'avanç del poder de Roger de Llúria, senyor d'Altea, al sud del Regne de València.

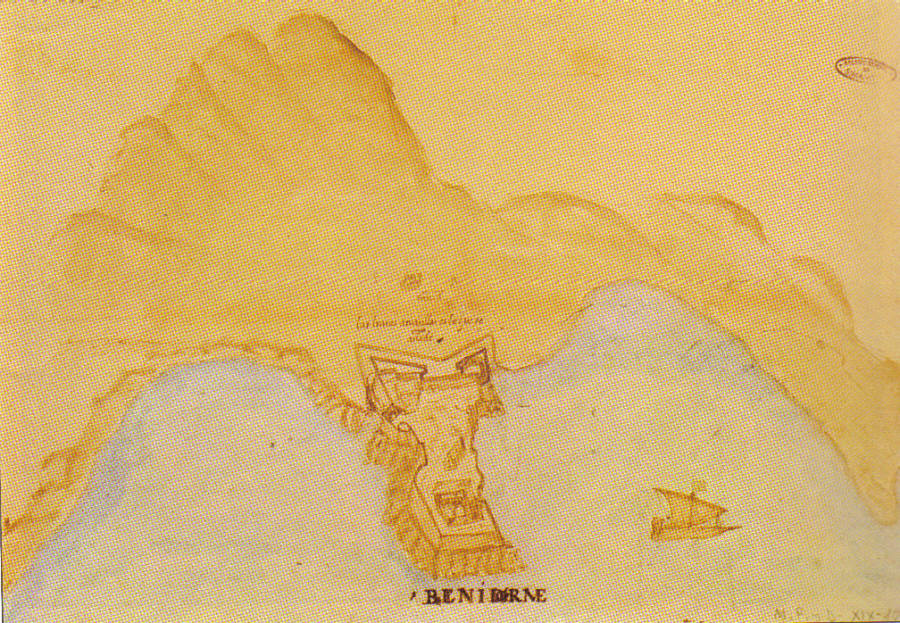
Mapa del Castell de Benidorm fet per Antonelli l'any 1575

En 1335 apareix sota propietat de l'Infant Pere d'Aragó i d'Anjou i posteriorment del seu fill Alfons d'Aragó i de Foix. Després de pertànyer a la jurisdicció dels comtes de Dénia (1356) i del ducat de Gandia; torna a la Corona i, en 1430, l'infant Joan, fill de Ferran I ven el terme a Rui Díaz de Mendoza per fer front a les nombroses despeses produïdes per les guerres. Durant el segle xv a banda dels alçaments dels moriscos s'hagué de fer front als atacs dels pirates barbarescs, la qual cosa obligà el virrei Vespasià Gonzaga a encarregar a l'enginyer Giovanni Battista Antonelli la construcció del d'una fortalesa defensiva al Tossal Canfali.
La població va sofrir dos terribles atacs de pirates barbarescos, el primer cap a 1410 i el segon a 1448, que van assolar la vila i el castell. En concret, a l'atac de 1448, els pirates se'n van dur esclavitzats a la major part dels habitants de Benidorm, per la qual cosa Benidorm es va despoblar.
Durant el segle xvi el castell va ser reparat i ampliat, però el poble, que havia tornat a mans de la baronia de Polop, hi era gairebé despoblat.

### Segona Carta de Poblament i l'activitat pesquera i vinícola
Durant el segle xvi hi hagué diverses ampliacions del castell i Benidorm continuà sofrint la secular mancança d'aigua; a causa d'açò la demografia davalla, el títol de poble desapareix i Benidorm passa a mans de la baronia de Polop, on hi eren els actuals municipis de Polop, La Nucia i L'Alfàs del Pi. Amb l'arribada a la baronia dels Fajardo s'intenta pal·liar aquest dèficit d'aigua amb la construcció, en 1666, del Rec Major de l'Alfàs i Benidorm. El 8 d'abril del mateix any, Beatriu Fajardo de Mendoza atorga de nou la carta de poblament que aconsegueix un notable increment demogràfic, gràcies, essencialment, a l'aigua, a una efectiva activitat pesquera, a l'almadrava (situada al Racó de l'Oix), en què els seus habitants s'especialitzaven amb gran fortuna i l'explotació de la qual fou concedida pel rei als ducs de Medinaceli i també per immigracions i emigracions del poble tarragoní de l'Ametlla de Mar, amb qui es té una gran unió durant molts de segles a causa de la consolidació d'aquesta com a poble per pescadors benidormers. A causa de l'augment de població, l'església es queda menuda i el 1794 s'hi construeix una nova, l'Església de Sant Jaume i Santa Anna. Durant la Guerra del Francés fou destruït el castell. Ja el 1794 el poble de Benidorm tenia 2.700 habitants. Durant molts anys Benidorm va ser un centre important de fabricació de pansa i del fondellol, un vi de licor sec fet amb raïm monestrell.
Durant el segle xix continua el creixement i es comencen tímids projectes de desenvolupament turístic com ara la inauguració del Balneario de la Virgen del Sufragio. El 1857 ja hi havia 3.720 habitants. Encara que en els anys posteriors van millorar les comunicacions amb Alacant i amb Madrid (amb el trenet de la Marina el 1914, la construcció de la carretera València-Alacant i la construcció del ferrocarril Alacant-Madrid), els altres sectors econòmics locals no estaven passant per un bon moment, perquè la marina mercant entrava en crisi amb la pèrdua de les últimes colònies ultramarines en 1898 (Cuba, Puerto Rico i Filipines) i poc després el boom de l'agricultura de la vinya (vi i panses) se'n va anar al trast amb l'arribada de la fil·loxera a principi del segle xx. Aquesta desacceleració econòmica es va conjugar amb una certa emigració cap a Cuba, al barri barceloní de la Barceloneta, i a la costa de Cadis, on hi havia una major activitat pesquera, disminuint la població a 2.976 veïns el 1920.

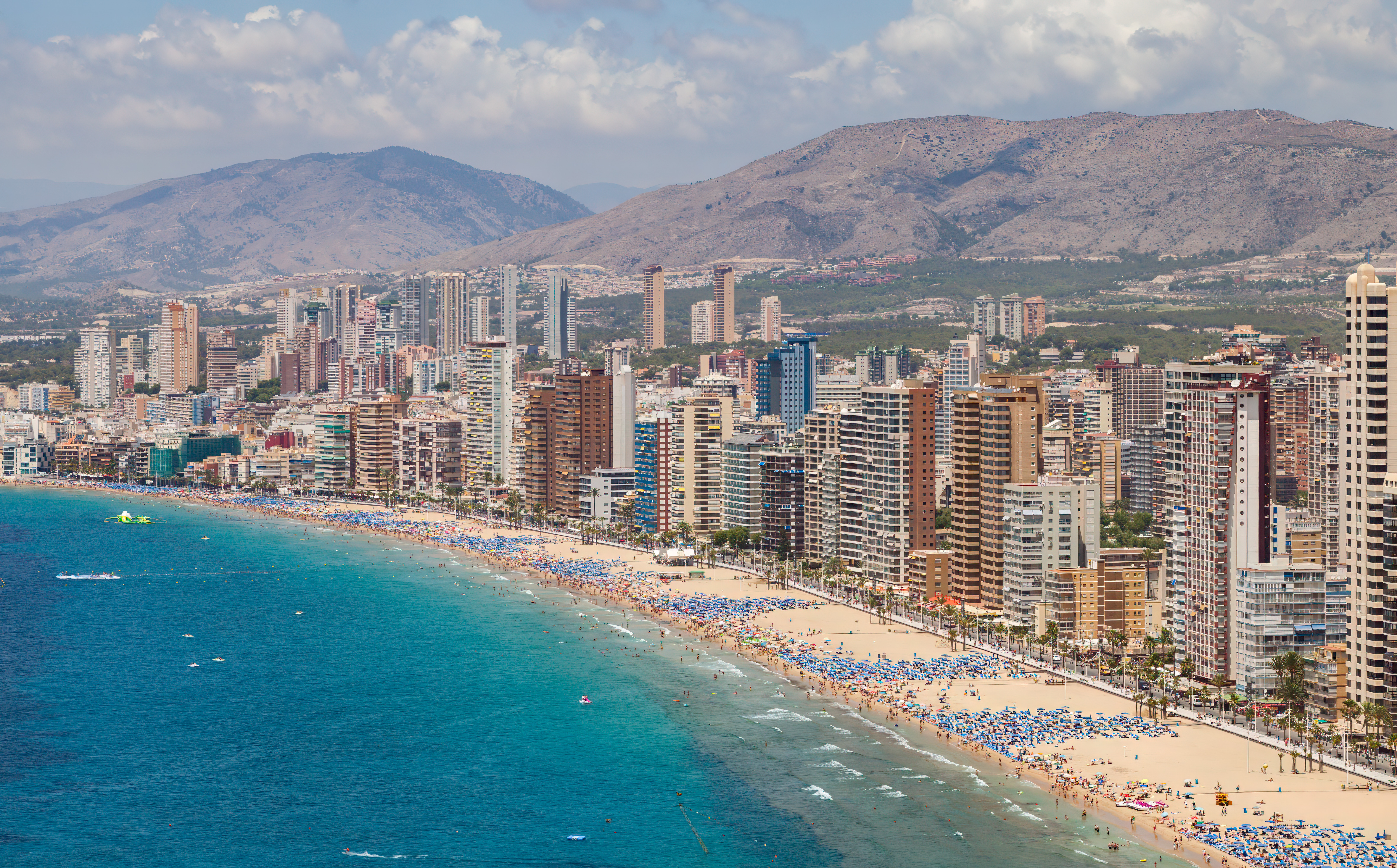
Panoràmica de Benidorm.

### ElBoomturístic i creixement de la ciutat
Durant els primers anys del segle xx, es va produir l'ampliació del port i, en 1925, la construcció dels primers xalets en la Platja de Llevant. Després de la Guerra civil, a poc a poc es van anar recuperant les activitats socioeconòmiques, amb la pesca (de nou) com a ram productiu més destacat. Tanmateix, en la dècada dels anys 50 es van fer els passos per a produir una verdadera transformació.

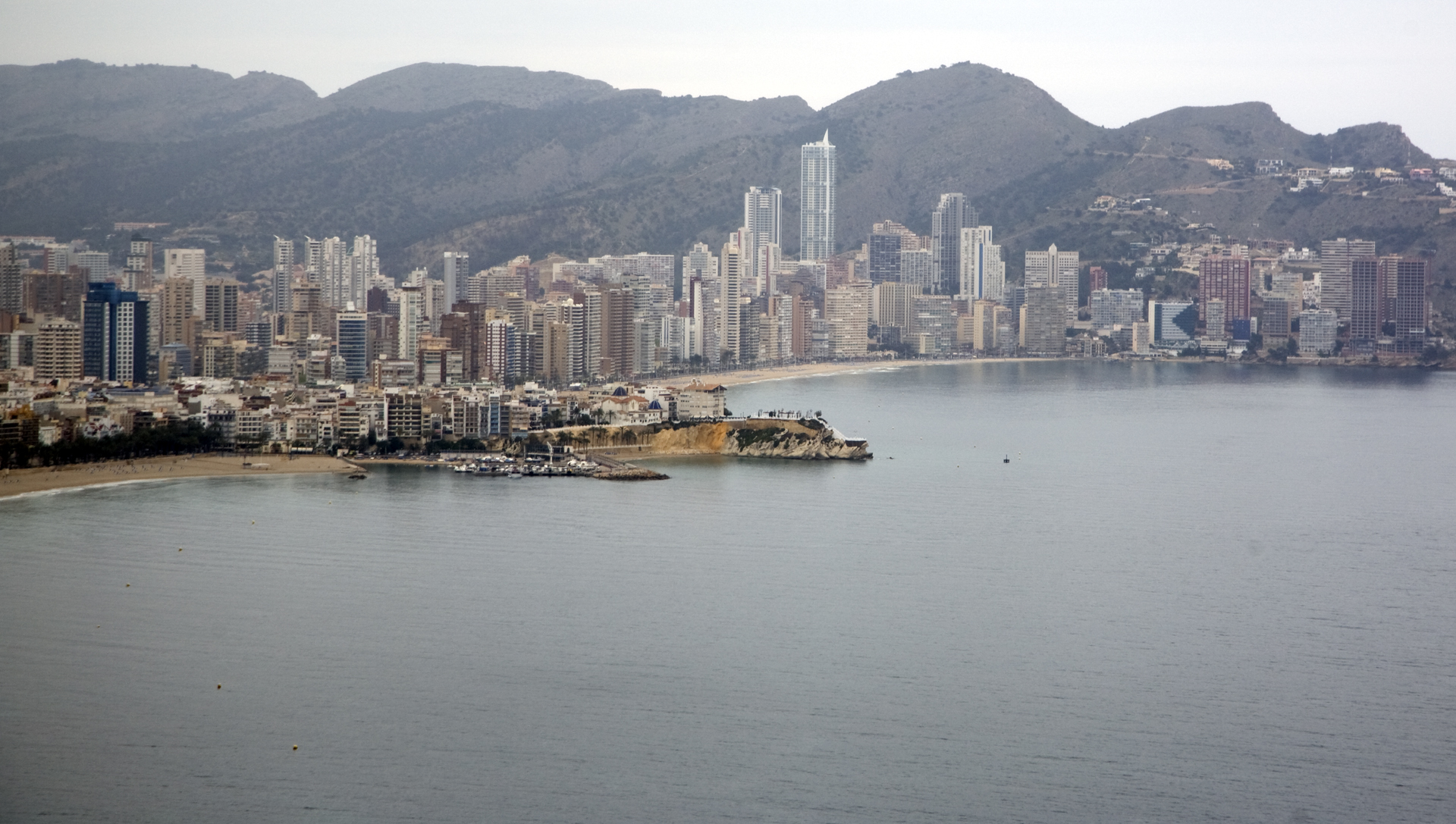
Vista actual de Benidorm.

D'una banda, en 1952, es va tancar per baix rendiment en captures l'almadrava més important, una cosa traumàtica per a moltes famílies. Tanmateix, d'altra banda, en 1956 l'Ajuntament, sent alcalde Pedro Zaragoza Orts, aprovava el primer PGOU (Pla General d'Ordenació Urbana) de la vila amb vista a crear una ciutat concebuda per a l'oci turístic a base de carrers ben traçats i àmplies avingudes seguint la configuració de les platges, així s'hi fa l'estructura de l'eixample del barri del Calvari (voltants del carrer Tomàs Ortuño i l'avinguda dels Ametlers) unint-lo amb el barri del Campo (on vivien els pescadors i mariners de la vila) i la Colònia Madrid; i la urbanització de la Platja de Llevant i el Racó de l'Oix tenint com a eixos l'avinguda del Mediterrani, l'avinguda d'Europa i l'avinguda de l'Ametlla de Mar. A partir de llavors, es va produir un fort desplaçament de les activitats tradicionals (pesca i agricultura) cap al sector terciari originat pel turisme, que es va convertir des d'aleshores en la base de la prosperitat de la ciutat.
El turisme espanyol va començar a compartir l'espai amb els visitants d'altres parts d'Europa, primer arribats amb els seus vehicles particulars, i després, amb l'entrada en funcionament de l'aeroport de l'Altet en 1967, amb un important nombre d'estrangers arribats en vols xàrter. Actualment, Benidorm és una de les primeres ciutats turístiques de tota la costa mediterrània.

### Benidorm, present i futur
A poc a poc, al segle XXI la vila de Benidorm va consolidant-se com un dels centres turístics més importants dels sud-oest d'Europa amb una ocupació hotelera gairebé constant durant tot l'any (entre 80%-99%), la creació de parcs temàtics, a una modernització de la imatge de la ciutat amb les reformes de carrers i de la implantació de línies del TRAM Metropolità d'Alacant per la ciutat i a la connexió ferroviària amb una línia de Rodalies costanera entre Alacant i València.

## Demografia i economia
Té 66.831 habitants (2017), encara que pel fet que una gran majoria d'estrangers no estan empadronats es calcula que hi deu haver uns 100.000 habitants durant la major part de l'any. Així i tot, el 25,36% de la població empadronada és de nacionalitat estrangera. Benidorm és una ciutat eminentment turística gràcies al seu clima i temperatures mitjanes, que oscil·len tot l'any entre els 12 °C a l'hivern i els 28 °C que s'arriben a l'estiu. La pesca i l'agricultura que hi tingueren la seua hegemonia han desaparegut pràcticament.
Benidorm ha experimentat en els últims anys una transformació urbanística extraordinària, que ha fet que la seua població passara dels 5.000 habitants a final de la dècada dels anys 1950, fins a la xifra actual. L'augment de la població ha provocat un fenomen sociològic mitjançant el qual hi ha gent que es considera "del poble" (natiu, amb avantpassats que ja hi vivien) i gent que és considerada "forastera" o que no és del poble (si són immigrants o fills d'immigrants, encara que hagen nascut allà).
La següent taula de dades demogràfiques sintetitza la sèrie estadística del municipi: 
| 1857  | 1887  | 1910  | 1930  | 1950  | 1960  | 1970   | 1981   | 1991   | 1996   | 2001   | 2006   | 2011   | 2016   |
| ----- | ----- | ----- | ----- | ----- | ----- | ------ | ------ | ------ | ------ | ------ | ------ | ------ | ------ |
| 3.720 | 3.181 | 3.498 | 3.113 | 2.726 | 6.259 | 12.124 | 25.544 | 42.442 | 50.040 | 51.873 | 67.627 | 72.062 | 66.642 |

La població estrangera de Benidorm forma el 24,37% (2007) del cens de la ciutat, sent el Regne Unit el país amb major nombre de residents estrangers.
D'altra banda, Benidorm és la localitat amb més gratacels per habitant del món i la segona quant al nombre d'ells per metre quadrat, després de Manhattan. L'edifici més gran del País Valencià, l'Hotel Bali III, es troba a Benidorm, al seu torn l'hotel més alt d'Europa. També s'ha encetat la construcció de l'edifici residencial més elevat d'Europa, que s'anomenarà Intempo (200 m).

## Política i govern

### Composició de la Corporació Municipal
El Ple de l'Ajuntament està format per 25 regidors. En les eleccions municipals de 26 de maig de 2019 foren elegits 13 regidors del Partit Popular (PP), 10 del Partit Socialista del País Valencià (PSPV-PSOE) i 2 de Ciutadans - Partit de la Ciutadania (Cs).
| Eleccions municipals de 28 de maig de 2023 - Benidorm                                                          |                                           |                                     |                                     |         |         |          |
| Candidatura | Candidatura                               | Candidatura                         | Cap de llista                       | Vots    | Vots    | Regidors |
| | Partit Popular de la Comunitat Valenciana |                                     | Antonio Pérez Pérez                 | 13.961  | 57,62%  | 16 (+3)  |
| | Partit Socialista del País Valencià-PSOE  |                                     | Cristina Escoda Santamaría          | 6.673   | 27,54%  | 8 (-2)   |
| | Vox                                       |                                     | José Miguel San Martín Fernández    | 1.551   | 6,40%   | 1 (+1)   |
| | Altres candidatures                       |                                     |                                     | 2.046   | 8,44%   | 0 ( -2)  |
| | Vots en blanc                             |                                     |                                     | 249     | 1,00%   |          |
| Total vots vàlids i regidors                                                                                   | Total vots vàlids i regidors              | Total vots vàlids i regidors        | Total vots vàlids i regidors        | 24.480  | 100 %   | 25       |
| | Vots nuls                                 | Vots nuls                           | Vots nuls                           | 231     | %       |          |
| Participació (vots vàlids més nuls)                                                                            | Participació (vots vàlids més nuls)       | Participació (vots vàlids més nuls) | Participació (vots vàlids més nuls) | 24.711  | 56,2%** |          |
| Abstenció | Abstenció                                 | Abstenció                           | Abstenció                           | 19.283* | 43,8%** |          |
| Total cens electoral                                                                                           | Total cens electoral                      | Total cens electoral                | Total cens electoral                | 43.994* | 100 %** |          |
| Alcalde: Antonio Pérez Pérez (PP) (17/06/2023) Per majoria absoluta dels vots dels regidors (16 vot del PP)    |                                           |                                     |                                     |         |         |          |
| Fonts: ARGOS Generalitat Valenciana (* No són vots sinó electors. ** Percentatge respecte del cens electoral.) |                                           |                                     |                                     |         |         |          |

### Eleccions municipals des de 1979
L'evolució en el repartiment dels regidors per partits polítics des de les eleccions municipals de 1979 és la següent:
| Històric de regidors a l'ajuntament de Benidorm |               |      |      |      |      |      |      |      |      |      |      |      |
| Candidatura                                     | Candidatura   | 1979 | 1983 | 1987 | 1991 | 1995 | 1999 | 2003 | 2007 | 2011 | 2015 | 2019 |
|                                                 | AP / PP       | 1    | 6**  | 2    | 10   | 12   | 14   | 14   | 13   | 11   | 8    | 13   |
|                                                 | PSPV-PSOE     | 7    | 12   | 10   | 11   | 7    | 11   | 11   | 12   | 11   | 7    | 10   |
|                                                 | ALBEN / Cs    |      |      |      |      |      |      |      |      | 0    | 3    | 2    |
|                                                 | UPV/Bloc/Comp | 1    | 2    | *    | 0    | 0    | 0    | 0    | 0    | 0    | 2    | 0    |
|                                                 | PCE / EUPV    | 2    | 0    | 0*   | 0    | 2    | 0    | 0    | 0    |      | 0    | 0    |
|                                                 | CBM           |      |      |      |      |      |      |      |      |      | 3    |      |
|                                                 | CDL / L       |      |      |      |      |      |      |      |      | 3    | 2    |      |
|                                                 | CDS           |      | 0    | 1    | 0    |      |      |      |      |      |      |      |
|                                                 | PDP-CV        |      | **   | 7    |      |      |      |      |      |      |      |      |
|                                                 | AIB           | 3    | 1    |      |      |      |      |      |      |      |      |      |
|                                                 | UCD           | 7    |      |      |      |      |      |      |      |      |      |      |
| Fonts: Ministeri de l'Interior                  |               |      |      |      |      |      |      |      |      |      |      |      |

### Alcaldes
Des de 2015 l'alcalde de Benidorm és Antonio Pérez Pérez de PP.
| Període                       | Alcalde o alcaldessa                                                    | Partit polític | Data de possessió                | Observacions                                             |
| ----------------------------- | ----------------------------------------------------------------------- | -------------- | -------------------------------- | -------------------------------------------------------- |
| 1979–1983                     | José Such Ortega                                                        | UCD            | 19/04/1979                       | --                                                       |
| 1983–1987                     | Manuel Catalán Chana                                                    | PSPV-PSOE      | 28/05/1983                       | --                                                       |
| 1987–1991                     | Manuel Catalán Chana                                                    | PSPV-PSOE      | 30/06/1987                       | --                                                       |
| 1991–1995                     | Manuel Catalán Chana Eduardo Zaplana Hernández-Soro Vicent Pérez Devesa | PSPV-PSOE PP   | 15/06/1991 06/11/1991 06/11/1994 | Moció de censura 10 PP +1 trànsfuga Dimissió/renúncia -- |
| 1995–1999                     | Vicent Pérez Devesa                                                     | PP             | 17/06/1995                       | --                                                       |
| 1999–2003                     | Vicent Pérez Devesa                                                     | PP             | 03/07/1999                       | --                                                       |
| 2003–2007                     | Vicent Pérez Devesa Manuel Pérez Fenoll                                 | PP             | 04/07/2003 25/03/2006            | Defunció --                                              |
| 2007–2011                     | Manuel Pérez Fenoll Agustín Navarro Alvado                              | PP No adscrit  | 16/06/2007 23/09/2009            | Moció de censura 1 PP +12 PSPV --                        |
| 2011–2015                     | Agustín Navarro Alvado                                                  | PSPV           | 11/06/2011                       | --                                                       |
| 2015–2019                     | Antonio Pérez Pérez                                                     | PP             | 13/06/2015                       | --                                                       |
| 2019-2023                     | Antonio Pérez Pérez                                                     | PP             | 15/06/2019                       | --                                                       |
| Des de 2023                   | Antonio Pérez Pérez                                                     | PP             | 17/06/2023                       | --                                                       |
| Fonts: Generalitat Valenciana |                                                                         |                |                                  |                                                          |

A les eleccions municipals de 2003, el Partit Popular va obtindre 14 regidors i el PSPV-PSOE 11. A causa de la defunció de l'alcalde Vicente Pérez Devesa el 2006, el tinent-alcalde Manuel Pérez Fenoll va prendre el càrrec d'alcalde.
A les eleccions municipals de 2007, el PP, amb l'alcalde de candidat, va obtindre 13 regidors i el PSPV-PSOE, amb Agustín Navarro de candidat a l'alcaldia, 12. Darrere del PSPV van quedar el BLOC i EUPV però no van arribar al mínim de vots per obtenir un regidor. El 22 de setembre del 2009 a causa d'un regidor del PP trànsfuga el PSPV-PSOE recuperà l'alcaldia a través d'una moció de censura essent escollit alcalde Agustín Navarro. El PP criticà la via en què s'obtingué i l'alcalde entrant es defensà de les acusacions recordant que Eduardo Zaplana havia accedit a l'alcaldia amb el mateix mètode l'any 1991. Tant el trànsfuga, José Banyuls, com la resta de regidors del PSOE foren expulsats dels seus respectius partits, a causa del "pacte antitransfugisme" subscrit per les forces del Congrés dels Diputats uns mesos abans.
Després de les eleccions de l'any 2011, el dia 11 de juny de 2011 va ser investit batle Agustín Navarro del PSPV-PSOE en minoria després d'haver aconseguit els vots suficients per a guanyar en igualtat d'escons amb el PP.

## Geografia
S'enclava entre les serres Gelada, la Cortina i el Tossal de la Cala formant la badia de Benidorm. En la badia trobem tres platges: 
- la Platja de Ponent (situada entre el Tossal i el port)
- la Platja del Mal Pas (entre el port i la Punta Canfali) i
- la Platja de Llevant (entre la Punta Canfali i el Racó de l'Oix).

Podem gaudir de les rutes senderistes i dels penya-segats de la Serra Gelada amb diverses caletes com la Cala del Ti Ximo o la platgeta de l'Almadrava; de la visita amb vaixell a l'Illa de Benidorm, a unes 2,5 milles de la vila i sobretot de les seues platges conegudes arreu del món. A més de l'Illa cal esmentar els illots de les Penyes de l'Albir i la illeta Mitjana. El seu terme té 38,5 km².
Els nuclis de població més pròxims al nucli urbà de Benidorm són: L'Alfàs del Pi, La Nucia, Polop, Altea, Finestrat i La Vila Joiosa.
A Benidorm hi ha barrancs que transcorren el seu terme municipal, alguns d'ells han desaparegut per la construcció d'edificis i canalització per sota el terra i altres s'han convertit en jardins i parcs. La majoria durant tot l'any romanen secs excepte quan hi ha pluges torrencials. Heus ací els barrancs municipals nomenats des de la Cala fins al Racó de l'Oix:
- Barranc del Murtal
- Barranc Vela Blanca
- Barranc del Rajadell
- Barranc de Xixo
- Barranc de l'Aigüera: Transformat en el Parc de l'Aigüera construït per Ricard Bofill
- Barranc del Derramador
- Barranc de Barceló: Convertit en jardins per l'avinguda de Mallorca.
- Barranc del Racó: Formava els antics pantans i gatxulls que, per la seua angúnia o oi (ant. oix) que feia la pudor, han anomenat al Racó de l'Oix.

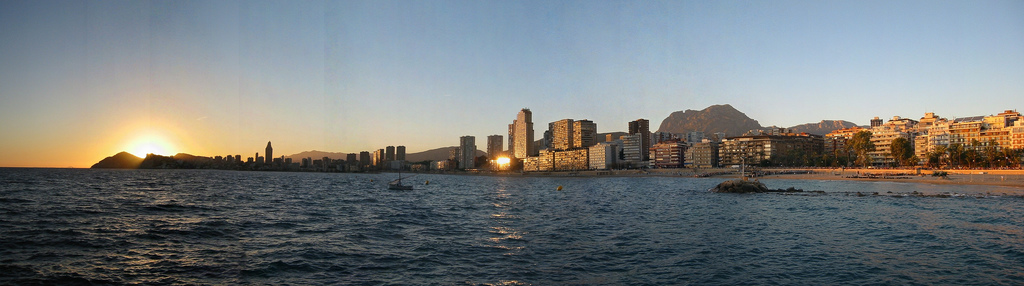
Poqueta nit a la Platja de Ponent

### Flora i fauna
A causa de la diversitat d'espais a la vila de Benidorm hi ha des de flora i fauna marítima als penya-segats de la Serra Gelada, la Illeta mitjana i l'Illa de Benidorm a flora i fauna mediterrània típica a la Serra Cortina, a la Serra Gelada no influenciada per la mar i altres zones del municipi que no estan urbanitzades. A algunes zones humides de Serra Gelada hi ha flora semblant a muntanyes de l'interior com Mariola o Aitana.
Sobre la fauna marítima que hi ha aus com la gavina de potes grogues, la gavina d'Audouin, el corb marí, el falciot o l'escateret, o espècies marines com el déntol, la llampuga, la tonyina, la letxola, l'orada, el dofí llistat, la tortuga babaua, el mero, la medusa, la sépia, calamar, l'eriçó de mar (anomenat en Benidorm paparinell).
Sobre la fauna rural que hi ha mamífers com la rabosa, el conill, la mostela o el porc senglar, rèptils com el dragó, la sargantana o l'escurçó i aus com el teuladí, l'oroneta, la tórtora, la merla, el verderol, la cadernera o la puput.
La flora de Benidorm és la típica mediterrània influenciada per la mar. Entre els matolls i les herbes més abundants hi ha el llentiscle, el coscoll, l'espígol, el timó, el romer, l'espart (Stipa tenacissima), i el bruc a les zones rurals i a la zona marítima la sempreviva borda i el fenoll marí. A banda proliferen també arbres i arbusts a boscos com el pi blanc o la carrasca i típics de conreu de secà com l'ametler, el garrofer o l'olivera.

### Barris, partides i zones
El municipi de Benidorm està format per un sol nucli de població amb zones definides com: "La Cala", "Ponent", "Centre", "El Campo", "Pla de Maravall", "Foietes-Colònia Madrid", "Els Tolls", "El Castell o barri vell", "Llevant", el "Racó de L'Oix" i "Serra Gelada". Existeixen pels seus voltants urbanitzacions destacables com "Barrina" o "Urb. Coblanca" i algunes partides com la Foia Manera, Armanello, l'Almafrà, Sanç o la Lloma, aquestes tres últimes sovint englobades en la denominació de l'Horta de Benidorm, l'Alfàs de Benidorm o l'Alfàs de Baix (en contraposició de l'Alfàs de Dalt, nom que rebia l'Alfàs del Pi).

Mapa de Benidorm amb els noms d'alguns carrers de la ciutat

Mapa toponímic de partides i altres llocs d'interés de Benidorm.

## Clima
El clima de Benidorm és típic mediterrani amb hiverns suaus i estius no molt calorosos. Les precipitacions són escasses i la major part es produïx a la primavera i a la tardor. Sovint les pluges són en forma torrencial i els barrancs fan la seua funció. Benidorm té un cert resguard als vents forts a causa de la seua posició enclavada entre el Tossal de la Cala, que frena el Ponent, i la Serra Gelada, que frena el Llevant.
|                                            | Gen  | Feb  | Mar  | Abr | Mai | Jun  | Jul | Ago | Set  | Oct | Nov  | Des | Anual |
| ------------------------------------------ | ---- | ---- | ---- | --- | --- | ---- | --- | --- | ---- | --- | ---- | --- | ----- |
| Mitja diària de temperatures mitjanes (°C) | 12   | 12   | 14   | 16  | 19  | 22   | 25  | 26  | 23   | 19  | 15   | 12  | 17,91 |
| Precipitacions (mm)                        | 20,3 | 27,9 | 25,4 | 33  | 33  | 22,9 | 5,1 | 7,6 | 40,6 | 66  | 43,2 | 33  | 366,1 |
| Font: The Weather Channel                  |      |      |      |     |     |      |     |     |      |     |      |     |       |

## Llocs d'interès
Quant al seu patrimoni cultural i turístic es pot remarcar:

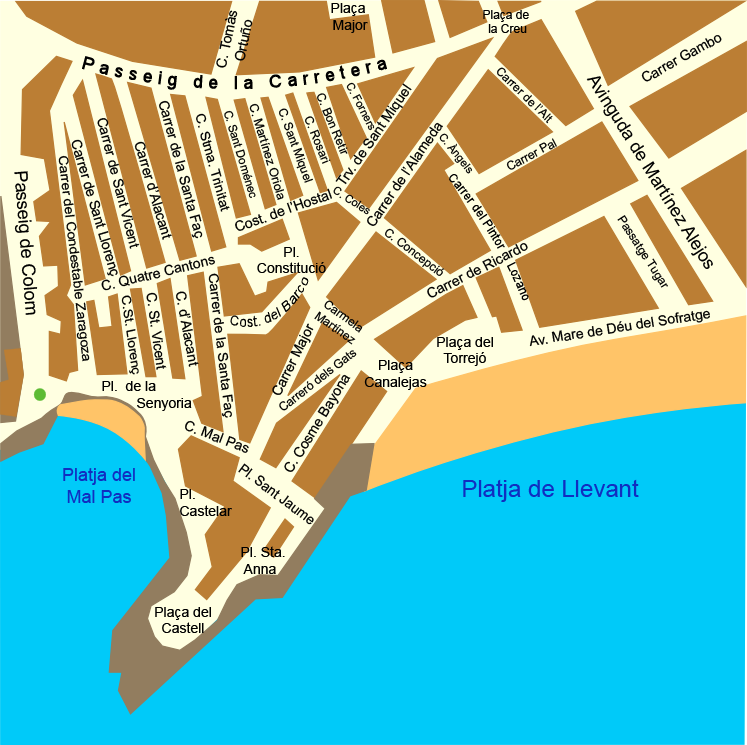
El Castell

### El Castell
El nucli antic de Benidorm és anomenat El Castell pels benidormers a causa que abans s'hi trobava el castell de Benidorm, destruït a la Guerra del Francés. Forma part dels tres barris originals de Benidorm: El Castell, El Calvari i el Campo (antigament anomenat el barri del Camposanto o el barri de Santa Maria).
- Carrers i placetes: El carreró dels Gats, el carrer de l'Albereda, el carrer Major, la plaça de Canalejas i la plaça del Torrejó.
- Església de Sant Jaume Apòstol i Santa Anna (1740). Està situada entre la Plaça de Sant Jaume, la Plaça de Castelar, Plaça de la Senyoria i el Carrer del Mal Pas.
- Mirador de la Punta Canfali.
- Restes gairebé inapreciables del castell o fortalesa del Tossal de Canfali destruïda per les tropes de Napoleó. Només queda un pou al mig de la Plaça del Castell.
- Centre Cultural Marítim al Moll.

### Zona Centre (El CalvariiEl Campo)
- El Parc de l'Aigüera: Espectacular obra urbana ideada per Ricard Bofill situada al final del Barranc de l'Aigüera, on se situa, entre altres construccions, l'edifici de l'Ajuntament (a l'extrem sud) i la Plaça de Bous (a l'extrem nord).
- El Parc d'Elx: Parc a la vora de la Platja de Ponent i el Castell amb palmeres i coloms.
- El Passeig de la Carretera: Carrer de vianants dels més transitats de Benidorm. Abans del PGOU dels anys 60 era la carretera nacional N-332 i va tindre els noms de Carrer de la Mar, abans de la Guerra Civil, i durant la dictadura tenia el nom de Calle José Antonio Primo de Rivera.
- L'Hort de Colón, museu municipal fet en una casa del segle xix amb un jardí annex situada a la cruïlla entre el Carrer Tomàs Ortuño i Carrer del Mercat.
- Museu Boca del Calvari, museu municipal actualment en construcció després de tombar l'antic ajuntament situat al Passeig de la Carretera.

### Platja de Llevant i elRacó de l'Oix
- El Passeig Marítim de la platja de Llevant on hi ha pubs i discoteques.
- Zona Guiri: Zona on es concentren la majoria dels pubs anglesos i alguns de neerlandesos i belgues flamencs de tota la ciutat i una gran quantitat d'hotels.
- Mirador de La Creu: Situat a la Serra Gelada on hi ha la Creu i es pot gaudir d'una gran vista de tota la Badia de Benidorm i es pot arribar a veure Alacant i Santa Pola.
- La Torre de la Caleta, al cim d'un turó a la Punta del Cavall (Serra Gelada). En ruïnes. Prop se situen la Cala del Ti Ximo i la Cala de l'Almadrava.

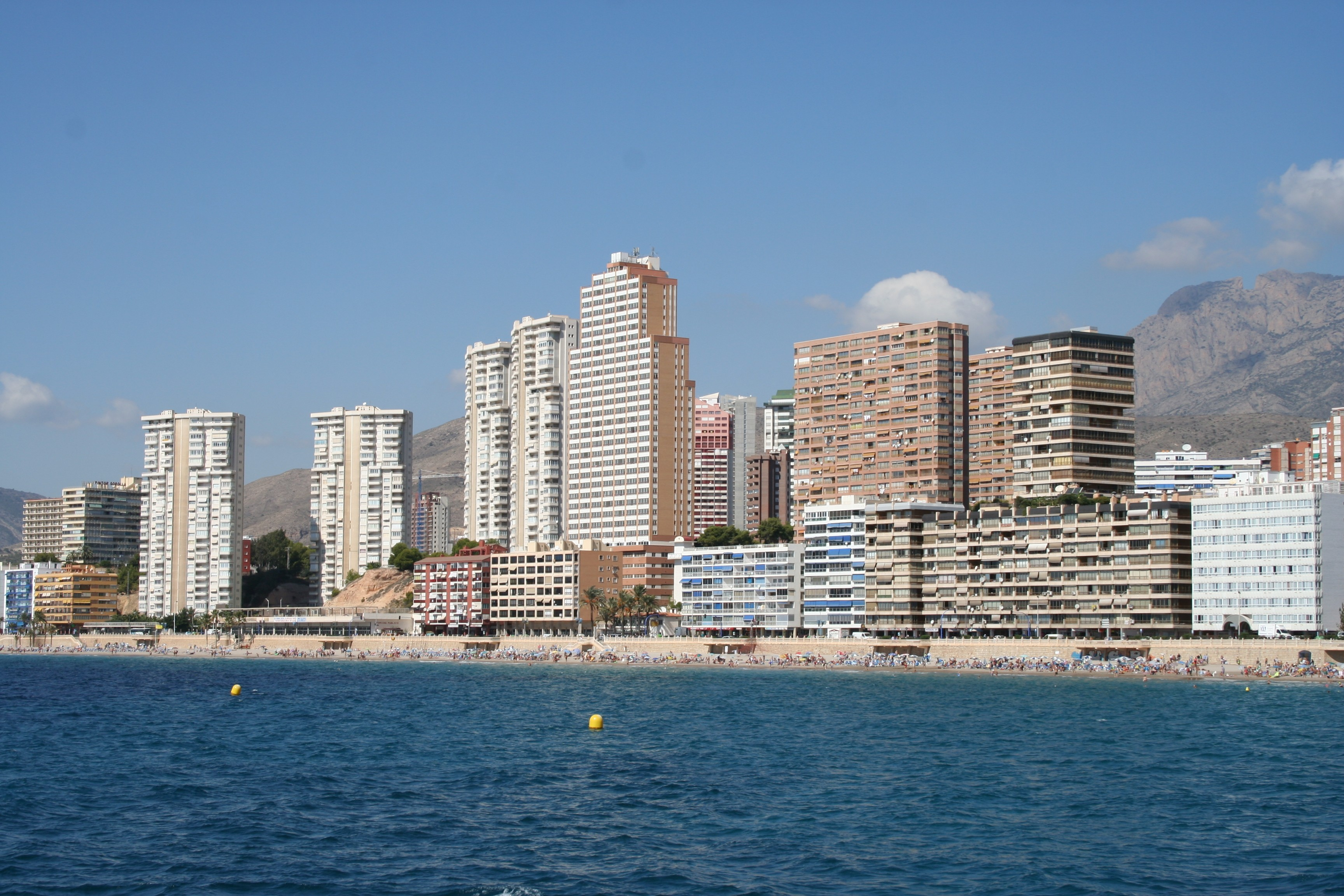
Platja de Ponent

- Aqualàndia: Parc Aquàtic.
- Mundomar: Parc temàtic d'animals.

### Platja de Ponent i La Cala
- El Passeig Marítim de Ponent.
- Mostres del poblat iber del Tossal de la Cala.
- La torre de n'Aguiló (a l'actual cala de Finestrat, anomenada en l'edat mitjana Cala de n'Aguiló).
- A la Cala hi ha l'Hotel Bali III, l'hotel més alt d'Europa, on es pot pujar al mirador i observar tota la Badia de Benidorm fins al Penyal d'Ifac.

### Horta i afores
- L'ermita de Sanç: Ermita situada a l'horta de Benidorm, a l'anomenat Alfàs de Baix, prop de l'Alfàs del Pi, on se celebren moltes festes tradicionals de Benidorm com La Mare de Déu del Roser, Sant Antoni del Porquet o Sant Isidre Llaurador.
- Dos parcs temàtics situats al peu de la Serra Cortina, prop de Finestrat:
  - Terra Mítica
  - Terra Natura
- L'Illa de Benidorm: Illa amb forma triangular situada enmig de la badia de Benidorm. Hi ha vaixells, anomenades popularment golondrines, que fan viatges en estiu des del port. Hi ha una gran població de gavina corsa i d'escateret, aus protegides en perill d'extinció.

## Accessos i transports

### Accés a la ciutat
A Benidorm, s'hi pot accedir amb vehicle per la carretera 
 N-332 , des dels pobles de la costa com el Campello, Sant Joan d'Alacant, la Vila Joiosa o Altea i 
 CV-70  des dels pobles de l'interior com La Nucia, Polop, Confrides, Benasau o Alcoi i per l'autopista 
 AP-7 , la qual té a Benidorm dos eixides, la de Ponent-Terra Mítica (65A) i la de Llevant (65).
També s'hi pot accedir amb autobús interurbà des d'Alacant, València, Madrid, etc. arribant a l'Estació d'Autobusos situada a l'eixida de Llevant de Benidorm enfront de l'estació de bombers, el Palau de Justícia i el Complex Educatiu del Salt de l'Aigua.
Existeix la possibilitat d'accedir des d'Alacant o Dénia, així com dels pobles situats en la ruta, mitjançant tren amb el TRAM Metropolità d'Alacant, antigament el trenet de la Marina, amb les parades de "Benidorm" (a Foietes), "Terra Mítica" i "Disco Benidorm".

### Transport urbà
Els mitjans de transport de Benidorm són el taxi i l'autobús. A Benidorm hi ha servei d'autobusos urbans proporcionat per l'empresa Llorente Bus, anomenats popularment gua-gua, que abasta als pobles i zones de la contornada com l'Alfàs del Pi i l'Albir, Altea, Finestrat, la Nucia, La Cala de Finestrat i de la Vila Joiosa i al Castell de Guadalest.

## Edificis d'interès i altres

### Instituts
- IES Pere Maria Orts i Bosch
- IES Bernat de Sarrià
- IES L'Almadrava
- IES Beatriu Fajardo de Mendoza
- IES Mediterrània

Els quatre primers hi són al Complex del Salt de l'Aigua. L'IES Mediterrània es troba a l'Avinguda Vicente Pérez Devesa.

### Col·legis i centres pedagògics
- Escola Oficial d'Idiomes de Benidorm: Complex Salt de l'Aigua
- Col·legi Ntra. Sra de los Dolores (concertat): C. Pal (El Castell)
- Col·legi Lope de Vega (privat): Av. Severo Ochoa (Racó-Serra Gelada)
- École française Pablo Picasso (privat, depenent del Lycée Français d'Alacant) Urb. Barrina Nord
- CP El Murtal: Carrer de la Pineda (La Cala)
- CP La Cala: Carrer de la Pineda (La Cala)
- CP Ausiàs March: Av. Veneçuela (Barri Foietes)
- CP Miguel Hernández: Av. Nicaragua (Foietes)
- CP Leonor Canalejas: C. Escoles (Centre)
- CP Puig Campana: Av. d'Andalusia (Els Tolls-Imalsa)
- CP Vasco Núñez de Balboa: C. Capità Cortés (Foietes-Colònia Madrid)
- CP Mestre Gaspar López: Complex Salt de l'Aigua
- CP Aitana: C. Capità Cortés. (Foietes-Colònia Madrid)

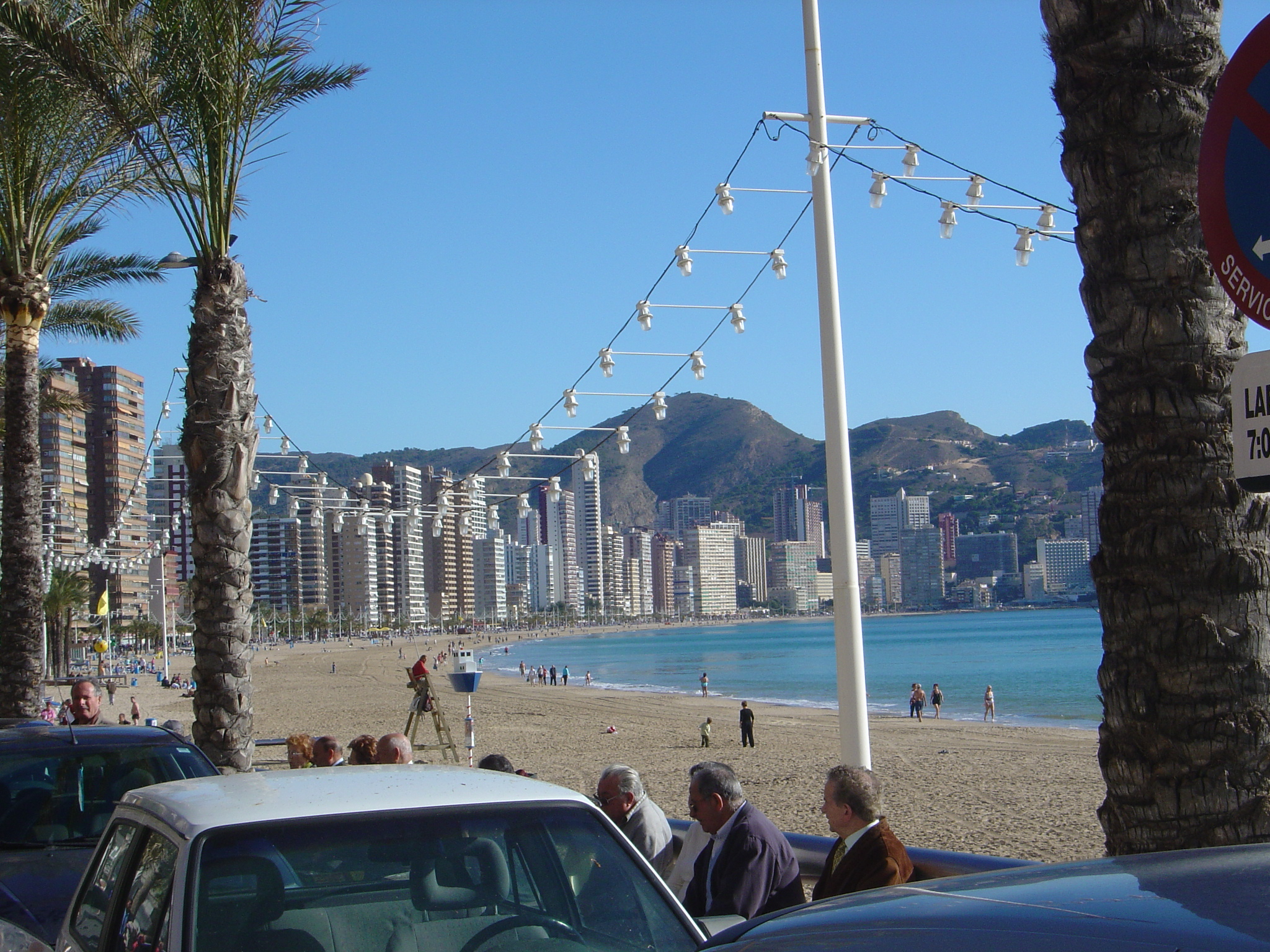
Passeig de la Platja de Llevant

- CP Serra Gelada: C. Moscou (Racó-S. Gelada)
- CP Bautista Lledó: C. Capità Cortés (Foietes-Colònia Madrid)
- CP Gabriel Miró: Complex Salt de l'Aigua
- CP Els Tolls: Av. Bèlgica (Els Tolls-Imalsa)
- Conservatori Municipal de Música i Dansa: Av. l'Aigüera (Els Tolls)
- Centre de Pedagogia terapèutica Doble Amor: Pda. L'Almafrà.

### Esglésies
- Església parroquial de Sant Jaume i Santa Anna
- Església parroquial del Carme
- Església parroquial de Sant Joan Baptista
- Església parroquial de l'Almudena
- Església parroquial del Bon Pastor
- Església parroquial de Sant Francesc d'Assís
- Església parroquial de Ntra. Sra. del Mar
- Ermita de Sanç.

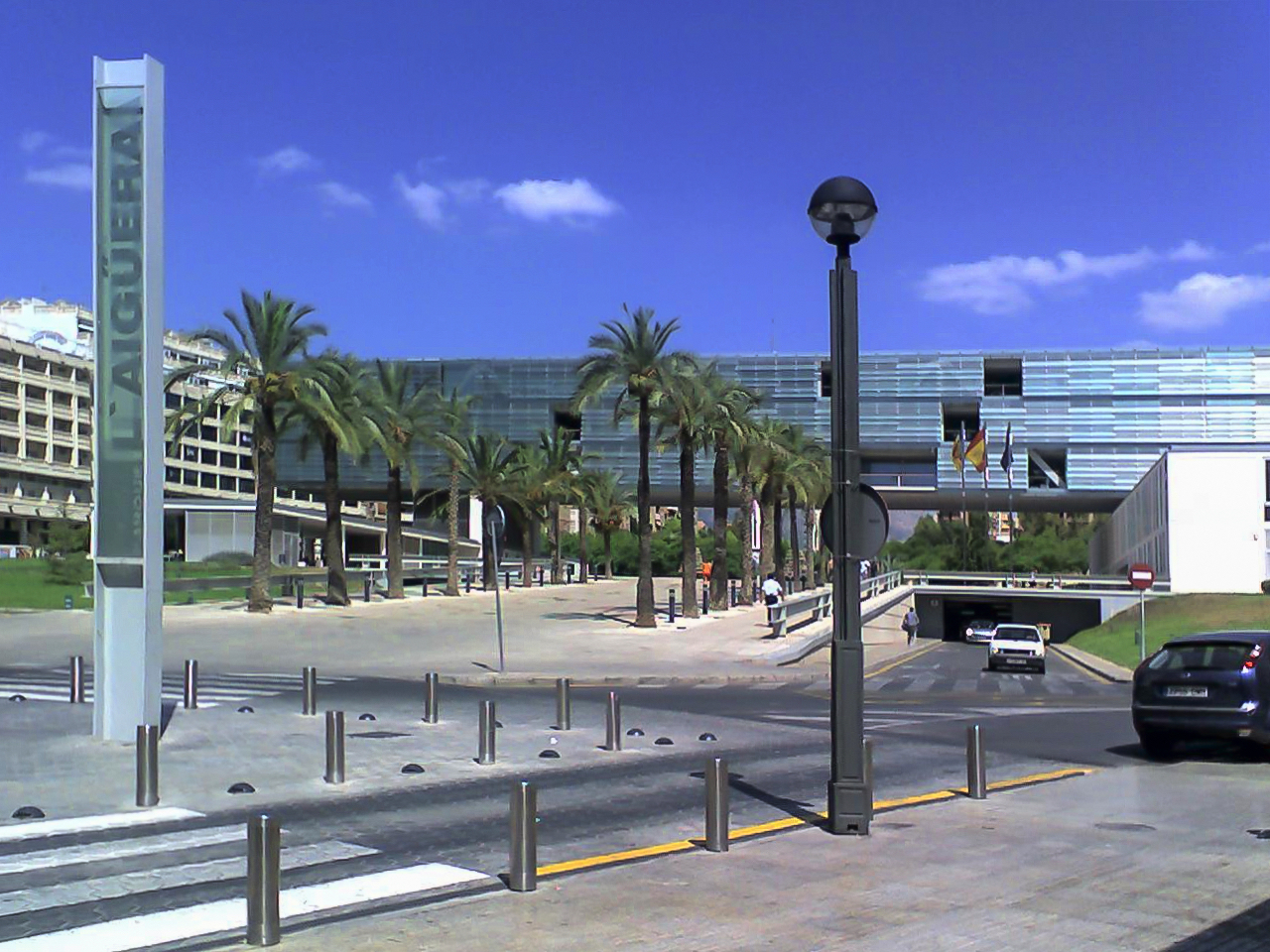
Foto de l'Ajuntament de Benidorm mirant des de la Biblioteca municipal

Existeixen esglésies protestants i d'altres confessions cristianes repartides per tot Benidorm, així com un Saló del Regne dels Testimonis de Jehovà i mesquites en locals menuts de la ciutat.

### Altres centres i edificis
- L'Ajuntament: Situat al començament del Parc de l'Aigüera (Pl. de SM Reis d'Espanya).
- Biblioteca municipal central: Situada enfront de l'Ajuntament.
- Palau d'Esports Illa de Benidorm: Situat al costat del Complex Educatiu Salt de l'Aigua.
- Ciutat Esportiva Guillermo Amor: Situat al costat de l'estació de FGV de Benidorm.
- Trinquet: Situat a la partida Mitja Llegua, a la frontera municipal amb L'Alfàs del Pi.
- Palau de Justícia: Situat al costat del Complex Educatiu del Salt de l'Aigua i enfront de l'estació de bombers.
- Estació d'autobusos: Situada al costat de l'Estació de bombers i el Palau de Justícia.
- Mercat Municipal: Situat al cantó del carrer Mercat amb el carrer Tomàs Ortuño.
- L'Hort de Colon: Edifici del segle xix convertit en museu municipal.
- Museu municipal Boca del Calvari: Museu municipal situat al començament del carrer Tomàs Ortuño, just on era l'antic ajuntament de Benidorm.
- Casa del Fester Diego Cano: Situada al Carrer de la Biga.
- Centre Social José Llorca Llinares: Situat al Carrer de Goya a la Colònia Madrid.
- Club Nàutic de Benidorm: Situat al Port, entre el Parc d'Elx i la Platja del Mal Pas.
- Unió Musical de Benidorm: Situat a la Plaça Major, en l'edifici Coblanca XII Carrer Tomás Ortuño núm. 1, enfront del mercat municipal.
- Societat Musical l'Illa de Benidorm: Situat al carrer Santa Cristina, 4

## Gastronomia
Quant als menjars típics d'aquesta vila de la Marina, hi destaquen:
- Els arrossos: 
  - Arròs caldós de molls i carabassa
  - Arròs a banda
  - Arròs amb fesols i naps
  - Arròs amb aladrocs i espinacs
- Les coques:
  - Coca farcida
  - Coca d'espinacs
  - Coca a la calda
  - Bollo a la paleta
- Pebreres ofegades
- Pebrereta o pebrera talladeta (Espècie de samfaina feta de pebrots verds i vermells, albergínia, tomaca, carabassa i trossos de tonyina de sorra o sangatxo)
- Sang amb ceba (Daus de sang bollida sofregits amb ceba i orenga)
- Putxero i pilotes
- Els dolços:
  - Pastissets de moniato
  - Pastissets d'ametla
  - Panellet (bollo) de Sant Blai
  - Tonyes
  - Coca dolça i coca d'ametla
- I els vins de la Marina

## Festes i celebracions

### Festes Majors Patronals

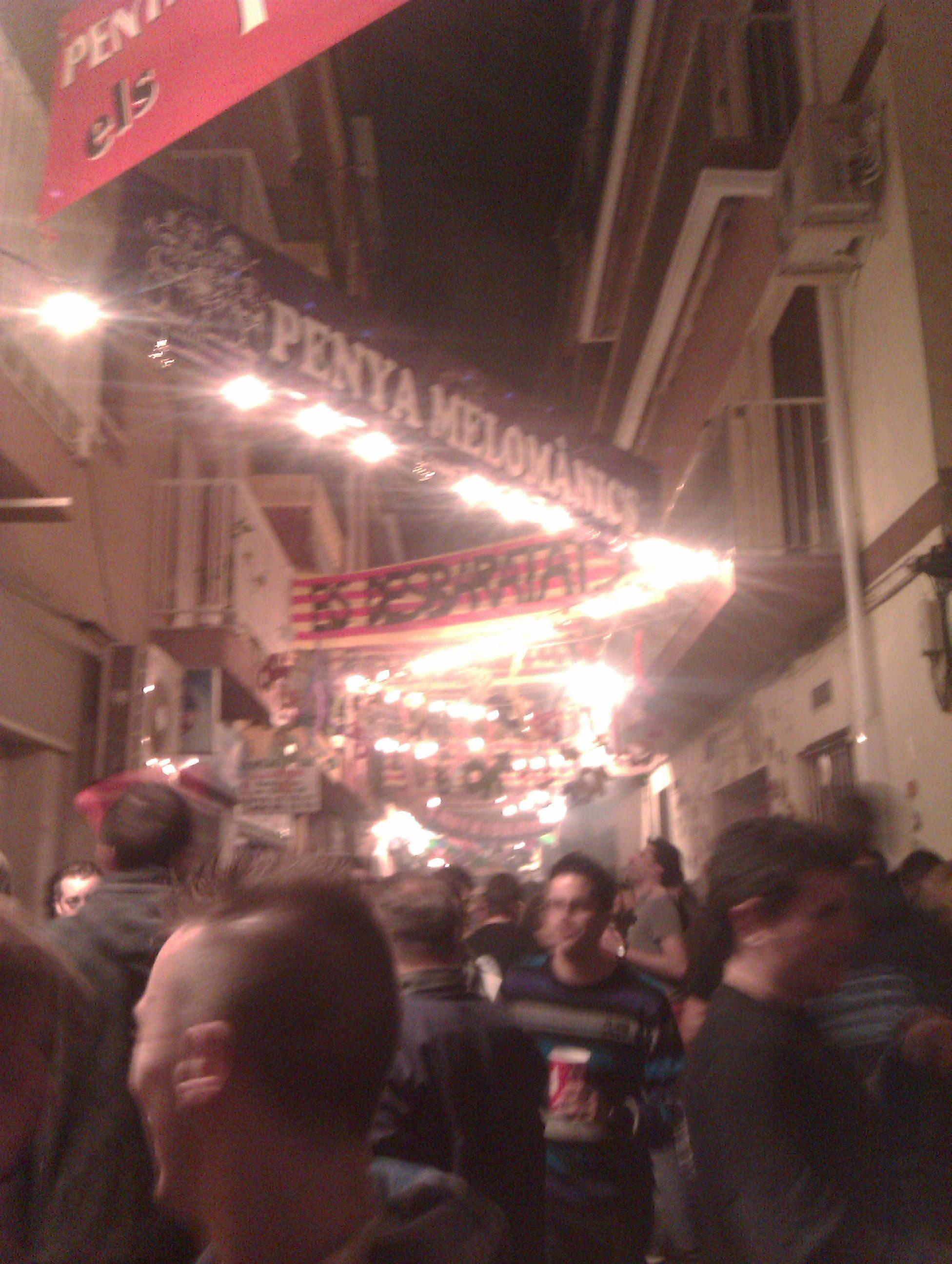
Carrer de Benidorm en Festes Majors Patronals

Les Festes Majors Patronals de Benidorm són en honor de la Mare de Déu del Sofratge i Sant Jaume Apòstol, se celebren el segon diumenge del mes de novembre i duren cinc dies (de dissabte a dimecres); estan organitzades per la Comissió de Festes, formada per majorals.
L'origen de la celebració és l'arribada d'una figura d'una marededeu sencera en les cendres d'un llondro cremat després d'un naufragi ocorregut entre el 15 i el 16 de març de 1740. Aquell fet va ser de tan gran transcendència per als benidormers que va ser qualificat de miracle diví, i es va anomenar la imatge trobada com la Mare de Déu del Sofratge (< sufragi).
Des del segle xviii, la festivitat de la Mare de Déu s'ha celebrat el segon diumenge de novembre nomenat per l'arquebisbat de València, per arbitrarietat, en estar la festivitat del Patrocini de la Mare de Déu. Durant dos segles la devoció cap a la Mare de Déu del Sofratge va sofrir alts i baixos amb la devoció a la Mare de Déu del Carme. Ja al segle xx, la Mare de Déu del Sofratge es va convertir en la Patrona de Benidorm junt amb Sant Jaume, qui es va afegir a la festivitat que tenia la Mare de Déu.
Llavors les festes només tenien caire religiós i les activitats que s'hi celebraven eren misses, processons, ofrenes, cucanyes, cants a la Mare de Déu mitjançant copletes i danses. No fou fins a la dècada de 1970 que aparegueren les figures de les reines major i infantil de les festes i les dames d'honor i la festivitat va començar així a tindre un caire lúdic, amb la introducció del costum de la reunió d'amics en penyes, organitzades en l'Associació de Penyes. Cada penya té un nom que se sol agafar del lèxic tradicional o temàtic de Benidorm (la fitora, l'àncora, la soca, paparinell) o de construccions sintàctiques de caràcter lúdic, jocs de paraules i expressions amb doble sentit (Desbaratats, ta mare en bicicleta, ompli el got, a ningú que li passe). A partir d'ací, apareix la desfilada de l'humor (on les penyes es disfressen i critiquen la política del poble), l'entrada de penyes, la desfilada de carrosses, concerts, espectacles, etc.
Les festes comencen el divendres per la vesprada amb l'entrada de penyes; el dissabte s'escenifica l'arribada i trobada de la Mare de Déu a la Platja de Ponent i es fa l'ofrena; el diumenge (dia de la Mare de Déu) es fa la primera processó, el dilluns (dia de Sant Jaume) es fa la segona processó; el dimarts es fa la desfilada de l'humor; i el dimecres les festes s'acaben amb la desfilada de carrosses i un castell de focs.
També cal destacar, fora dels dies de les festes, que la matinada del 16 de març es trau la imatge de la Mare de Déu al muscle pels carrers del Castell en processó commemorant el dia de l'arribada i el dissabte més pròxim es fa una ofrena.

### Altres festes de Benidorm
També hi ha altres festes tradicionals com:
- Festa de la Creu: És la festa més antiga de Benidorm, la qual se celebra en maig.
- La Festa de la Carxofa: Celebrada l'últim cap de setmana de novembre al Castell. Es rememora la celebració de la collita de la carxofa cremant una carxofa gegant de cartó pedra penjada enmig de la Plaça de la Constitució.
- Festes de la Mare de Déu del Carme: Celebrada pels mariners i pescadors el 16 de juliol. S'hi fan concursos de pesca, regates de vela i la típica processó marinera.
- Festes de la Mare de Déu del Roser: Són celebrades a l'Ermita de Sanç on es fa una revetla en octubre. És costum que aquestes festes siguen organitzades pels joves de la ciutat amb edat entre els 18 i 20 anys. A l'Ermita també s'hi celebren altres festes com Sant Antoni del Porquet o Sant Isidre Llaurador.
- El dia de Sant Jaume Apòstol: És el patró de Benidorm. Aquest dia es balla al carrer de l'Albereda el ball tradicional del País Valencià, Les Danses, anomenat en Benidorm, el Ball de lo Peuet o del Peuet.

Altres festes són: Algunes de barris (Festa de Foietes-Colònia Madrid, Festa dels Carrascos, Festa d'Imalsa, etc.) i altres d'associacions o casals de moltes comunitats autònomes com Andalusia (El Rocío o la Feria de Abril), Astúries (La Mare de Déu de Covadonga) o Castella-La Manxa (La Verema).
A més, se celebren altres festes com les Fogueres de Sant Joan, Moros i Cristians (en octubre) i Falles. Un dels esdeveniments que han donat renom a Benidorm va ser la celebració anual, des de 1954, del Festival Internacional de la Cançó de Benidorm. El quart diumenge de novembre s'hi celebra la Marató Internacional i Mitja Marató Internacional. A partir de l'any 2010 se celebra a la ciutat un festival de música alternativa anomenat Benidorm Low Festival (anteriorment Low Cost Festival) un cap de setmana de la segona quinzena del mes de juliol.

## Benidormers destacats
Categoria principal: Benidormers
- Carmen Bernuy Balda: Pianista.[13]
- Pedro Zaragoza Orts: Alcalde de la ciutat.
- Guillermo Amor: jugador de futbol del FC Barcelona i del Vila-real CF, i de la selecció espanyola de futbol.
- Rafael Alemany Ferrer: Filòleg, catedràtic de Literatura Catalana Medieval de la Universitat d'Alacant i membre de l'Acadèmia Valenciana de la Llengua.
- Antonio López Guerrero: Jugador de l'Atlètic de Madrid, jugador de la selecció espanyola de futbol.
- Pere Maria Orts i Bosch: Historiador i membre de l'AVL. (no nascut a Benidorm, títol de fill adoptiu).
- Eduardo Zaplana Hernández-Soro: Ex-president de la Generalitat Valenciana i ex-ministre de Treball i Seguretat Social. (no nascut a Benidorm, hi resideix).
- Carles Llorca i Timoner: Escriptor i ex-Tinent Alcalde (no nascut a Benidorm).
- Francisco Llorca Antón: Personatge il·lustre, medalla d'or de la ciutat, té un carrer amb el seu nom a l'estació d'autobusos.
- Miguel Fuster: Pilot de ral·lis i diverses vegades campió i subcampió d'Espanya de ral·lis.
- David Sellés: Corredor de motos aquàtiques, diverses vegades campió d'Espanya i del món.[14]
- Leire Pajín: Secretària d'Organització del PSOE (no nascuda a Benidorm).
- Josep Zaragoza Pérez (Pep "el Carreró"): poeta de Benidorm.
- José Pérez Fuster: metge higienista del pas del segle xix al segle xx
- Gaspar Thous i Orts: advocat, escriptor i periodista del segle xix
- Cristina Rodríguez Torres: Estilista, actriu i presentadora. Nominada als Premis Goya pel disseny de vestuari de diferents pel·lícules.